# 쇼다운 (텔레비전 프로그램)
쇼다운(Showdown)은 대한민국의 JTBC에 방송됐던 예능 서바이벌 프로그램이다.

## 기획 의도
길거리에서 올림픽까지 진출한 브레이킹이며, 월드클래스 대한민국 브레이킹 크루들이 자존심을 걸고 펼치는 뜨겁고 치열한 서바이벌 프로그램이다.

## 방송 일정
| 방송국 | 방송 기간                         | 방송 시간                                      | 비고 |
| ------ | --------------------------------- | ---------------------------------------------- | ---- |
| JTBC   | 2022년 3월 18일 ~ 2022년 5월 27일 | 매주 금요일 밤 10시 50분 ~ 익일 오전 12시 50분 |      |

## 출연진
- 장성규 - 진행자
- 박재범 - 저지
- 이우성 - 저지
- 제이블랙 - 저지
- 허니제이 - 스페셜 저지 (3~5회, 제이블랙)
- 김설진 - 스페셜 저지 (5회, 제이블랙)

## 참가 크루
- 갬블러크루(GM) - 누들(Noodle), 킬(Kill), 네스코(Nesco), 러쉬(Rush), 고그(Gog)
- 리버스크루(RV) - 조티(Jotee), 곤조(Gonzo), 시노비(Shinobi), 너리원(Nauty One), 고블린(Gawblin)
- 소울번즈(SB) - 루(Roo), 프레시 벨라(Fresh Bella), 미스타 써클(Mista Circle), 니피(Neepy), 스캠프(Scamp)
- 윈웨이크루(OW) - 페이머스(Famous), 쇼리포스(Shorty Force), 스펙트럼(Spectrum), 스터번(Stubborn), 크미(Cmi)
- 이모션크루(EM) - 포켓(Pocket), 매드문(Mad Moon), 카이코(Kaicho), 스팍(Spax), 에드워드 엘릭(Edward Elric)
- 진조크루(JJ) - 윙(Wing), 옥토퍼스(Octopus), 소마(Soma), 몰드(Mold), 카지노(Kazino)
- 퓨전엠씨(FM) - 플렉스(Flex), 레온(Leon), 매드맨(Madman), 루나틱(Lunatic), 슈퍼플레이어(Super Player)
- 플로우엑셀(FX) - 루키(Rookie), 홍텐(Hong10), 밀하우스(Milhouse), 에프이(FE), 재즈베어(Jazzbear)

## 에피소드 목록

### Round1: 토너먼트 배틀

#### 8강전
1차전
- 웨이크루(쇼리포스) vs 퓨전엠씨(레온)
- 배틀 결과 : 웨이크루(승), 퓨전엠씨[1](패)

2차전
- 진조크루(윙) vs 이모션크루(매드문)
- 배틀 결과 : 진조크루(승), 이모션크루[2](패)

3차전
- 소울번즈(루) vs 플로우엑셀(홍텐)
- 배틀 결과 : 플로우엑셀[3](승), 소울번즈(패)

4차전
- 리버스크루(너리원) vs 갬블러크루(킬)
- 배틀 결과 : 갬블러크루[3](승), 리버스크루(패)

#### 준결승
1차전
- 플로우엑셀 vs 진조크루
- 배틀 결과 : 진조크루(승), 플로우엑셀[4](패)

2차전
- 윈웨이크루 vs 갬블러크루
- 배틀 결과 : 무승부[5]

#### 결승
- 플로우엑셀 vs 갬블러크루
- 배틀 결과 : 플로우엑셀(배틀 최종 우승), 갬블러크루[1](배틀 최종 준우승)

### Round2

#### 대진 결정전
1라운드 - 토마스
- 1등 이모션크루(매트문) - 34바퀴, 50점
- 2등 윈웨이크루(쇼리포스) - 32바퀴, 30점
- 3등 갬블러크루(킬) - 31바퀴, 20점
- 4등 퓨전엠씨(매드문) - 28바퀴, 0점
- 5등 리버스크루(시노이) - 21바퀴, 0점
- 5등 플로우엑셀(홍텐) - 21바퀴, 0점
- 7등 진조크루(카지노) - 20바퀴, 0점
- 8등 소울번즈(니피) - 4바퀴, 0점

2라운드 - 원핸드팝
- 1등 윈웨이크루(스티번) - 92개, 80점
- 2등 갬블러크루(킬) - 81개, 50점
- 3등 리버스크루(시노이) - 72개, 20점
- 4등 퓨전엠씨(플렉스) - 67개, 0점
- 5등 진조크루(몰드) - 52개, 0점
- 6등 플로우엑셀(에프이) - 46개, 0점
- 7등 이모션크루(에드워드 엘릭) - 34개, 50점
- 8등 소울번즈(니피) - 6개, 0점

3라운드 - 헤드스핀
- 1등 갬블러크루(누들) - 22바퀴, 100점
- 2등 리버스크루(시노비) - 20바퀴, 50점
- 3등 진조크루(윙) - 18.5바퀴, 20점
- 4등 이모션크루(포켓) - 18바퀴, 50점
- 5등 플로우엑셀(에프이) - 15점, 0점
- 6등 소울번즈(루) - 11점, 0점
- 6등 윈웨이크루(쇼리포스) - 11점, 80점
- 8등 퓨전엠씨(슈퍼플레이어) - 8점, 0점

4라운드 - 프리즈
- 1등 갬블러크루(킬) - 150점
- 2등 윈웨이(스터번) - 110점
- 3등 진조크루(몰드) - 40점
- 4등 퓨전엠씨(루나틱) - 0점
- 5등 플로우엑셀(루키) - 0점
- 6등 리버스크루(피직스) - 50점
- 7등 이모션크루(에드워드 엘릭) - 50점
- 8등 소울번즈(루) - 0점

5라운드 - 에어트랙
- 1등 이모션크루(포켓) - 52바퀴, 100점
- 2등 갬블러크루(킬) - 40바퀴, 180점
- 3등 리버스크루(너리원) - 30바퀴, 70점
- 4등 윈웨이크루(쇼리포스) - 28바퀴, 110점
- 5등 플로우엑셀(루키) - 11바퀴, 0점
- 6등 퓨전엠씨(퀘이사) - 2바퀴, 0점
- 7등 진조크루(소마) - 1.5바퀴, 40점
- 8등 소울번즈(니피) - 1바퀴, 0점

테크니션 배틀 결과
- 1등 갬블러크루 - 180점
- 2등 원웨이크루 - 110점
- 3등 이모션크루 - 100점
- 4등 리버스크루 - 70점
- 5등 진조크루 - 40점
- 6등 소울번즈 - 0점
- 6등 퓨전엠씨 - 0점
- 6등 플로우엑셀 - 0점

#### K-콘텐츠 퍼포먼스
본배틀
- 1차전 : 퓨전엠씨 vs 진조크루 (퓨전엠씨 승, 4점차)
- 2차전 : 윈웨이크루 vs 이모션크루 (윈웨이크 승, 3점차)
- 3차전 : 플로우엑셀 vs 리버스크루 (리버스크루 승, 5점차[3])
- 4차전 : 소울번즈 vs 갬블러크루 (소울번즈 승, 3점차)

탈락배틀
- 1차전 : 진조크루 vs 갬블러크루 vs 이모션크루 (갬블러크루 승, 5점차[3])
- 2차전 : 이모션크루 vs 진조크루 (진조크루 승, 4점차)

### Round3

#### 대진 결정전 - 스페셜 배틀: 키워드 배틀
ONLY1 - 페이머스 vs 프레시벨라
- 소울번즈(프레시벨라) 3 : 0 윈웨이크루(페이머스) = 소울번즈(프레시벨라) 勝

레전드 - 피릭스 vs 홍텐
- 리버스크루(피릭스) 2 : 1 플로우엑셀(홍텐) = 리버스크루(피릭스) 勝

리벤지 - 플렉스 vs 윙
- 퓨전엠씨(플렉스) 0 : 3 진조크루(윙) = 진조크루(윙) 勝

HOT - 니피 vs 러쉬
- 소울번즈(니피) 3 : 0 갬블러크루(러쉬) = 소울번즈(니피) 勝

키워드 배틀결과
- 승리 : 소울번즈(프레시벨라), 리버스크루(피릭스), 진조크루(윙), 소울번즈(니피) / MVP 후보
- 패배 : 윈웨이크루(페이머스), 플로우엑셀(홍텐), 퓨전엠씨(플렉스), 겜블러크루(러쉬) / MVP 탈락
  - 최종 MVP : 소울번즈(프레시벨라)

#### 장르융합 퍼포먼스
퍼포먼스 순서 및 인원
- 1번 플로우엑셀 24명
- 2번 갬블러크루 17명
- 3번 퓨전엠씨 38명
- 4번 소울번즈 21명
- 5번 윈웨이크루 9명
- 6번 진조크루 27명
- 7번 리버스크루 17명

최종 융합 퍼포먼스 결과
- 1위 진조크루 (89 + 98 + 91 + 86 + 195[1] = 총점 559점)
- 2위 원웨이크루 (100 + 97 + 91 + 87 + 183[1] = 총점 558점)
- 3위 갬블러크루 (100 + 94 + 88 + 80 + 190[1] = 총점 552점)
- 4위 퓨전엠씨 (85 + 96 + 89 + 85 + 178[1] = 총점 533점)
- 5위 플로우엑셀 (90 + 95 + 90 + 80 + 152[1] = 총점 507점)
- 6위 리버스크루 (95 + 93 + 88 + 80 + 94[1] = 총점 450점)
- 7위 소울번즈 (80 + 85 + 80 + 75 + 82[1] = 총점 402점)

#### 최종 탈락 배틀 - 리버스크루 vs 소울번즈
- 리버스크루 5[3] : 0 소울번즈 = 리버스크루 勝

### Round4

#### 연합크루 선택
- 진조크루 * 갬블러크루 = 진블러크루
- 원웨이크루 * 플로우엑셀 = 원엑셀
- 퓨전엠씨 * 리버스크루 = 퓨전버스

#### 스페셜배틀: 암레스 배틀
- 진블러크루 : 누들 & 옥토퍼스
- 원엑셀 : 밀하우스 & 스펙트럼
- 퓨전버스 : 루나틱 & 고블린

1라운드
- 진블러크루 - 갬블러크루 (누들)
- 퓨전버스 - 리버스크루 (고블린)
- 원엑셀 - 원웨이크루 (스펙트럼)
- 진블러크루 - 진조크루 (옥토퍼스)
- 원엑셀 - 플로우엑셀 (밀하우스)
- 퓨전버스 - 퓨전엠씨 (루나틱)

배틀 결과
- 제이블랙 : 원웨이 (밀하우스)
- 김설진 : 퓨전버스 (루나틱)
- 박재범 : 진블러크루 (옥토퍼스)
- 이우성 : 퓨전버스 (고블린)

2라운드
- 퓨전버스 - 리버스크루 (고블린)
- 원엑셀 - 플로우엑셀 (빌하우스)
- 진블러크루 - 진조크루 (옥토퍼스)
- 퓨전버스 - 퓨전엠씨 (루나틱)

암레스 배틀결과
- 1라운드 : 진블러크루 (누들, 옥토퍼스)
- 1라운드 : 원엑셀 (밀하우스, 스펙트럼)
- 1라운드 : 퓨전버스 (루나틱, 고블린)

- 2라운드 : 진블러크루 (옥토퍼스)
- 2라운드 : 원엑셀 (밀하우스)
- 2라운드 : 퓨전버스 (루나틱, 고블린)
  - 최종 MVP : 퓨전버스의 비보이 루나틱

#### 크루x크루 합동 미션
- 진조크루 * 갬블러크루 = 진블러크루
- 원웨이크루 * 플로우엑셀 = 원엑셀
- 퓨전엠씨 * 리버스크루 = 퓨전버스

퍼포먼스 배틀 결과
- 진조크루 * 갬블러크루 = 진블러크루 (175[1] + 62 + 96 + 90 + 95 = 총점 518점)
- 원웨이크루 * 플로우엑셀 = 원엑셀 (166[1] + 90 + 94 + 87 + 90 = 총점 527점)
- 퓨전엠씨 * 리버스크루 = 퓨전버스 (177[1] + 91 + 96 + 88 + 95 = 총점 547점)

#### 10:10 배틀
- 퓨전엠시 vs 원엑셀
  - 퓨전엠씨 (플렉스, 매드맨, 루나틱, 슈퍼플레이어, 퀘이사)
  - 리버스크루 (피직스, 곤조, 너리원, 시노비, 고블린)
  - 웬웨이크루 (페이머스, 스펙트럼, 쇼리포스, 스터번, 크미)
  - 플로우엑셀 (루키, 홍텐, 에프이, 밀하우스, 재즈베어)

10대10 배틀 결과
- 퓨전엠씨 : 5 (승)
- 원엑셀 : 0 (패)

#### 5:5 탈락 배틀
- 원웨이크루 vs 플로우엑셀
  - 웬웨이크루 (페이머스, 스펙트럼, 쇼리포스, 스터번, 크미)
  - 플로우엑셀 (루키, 홍텐, 에프이, 밀하우스, 재즈베어)

5대5 최종 탈락 배틀 결과
- 웬웨이크루 : 3 (승)
- 플로우엑셀 : 2 (패)

### 세미파이널

#### 미션곡
- 1번 진조크루 : 박재범(릴보이) Showdown
- 2번 갬블러크루 : 현진영 - 흐린 기억속의 그대
- 3번 리버스크루 : 슈프림팀 - 땡땡땡
- 4번 퓨전엠씨 : 다이나믹 듀오 - Brown eyed soul
- 5번 원웨이크루 : 드렁큰타이거 - 너희가 힙합을 아느냐

#### 레전드 힙합 미션 결과
- 1위 갬블러크루 : 91점 + 96점 + 94점 + 97점 + 288점 = 666점
- 2위 진조크루 : 90점 + 97점 + 92점 + 95점 + 244점 = 615점
- 3위 퓨전엠씨 : 90점 + 96점 + 90점 + 95점 + 232점 = 606점
- 4위 리버스크루 : 85점 + 94점 + 88점 + 94점 + 242점 = 602점
- 5위 원웨이크루 : 87점 + 92점 + 89점 + 92점 + 238점 = 599점

#### 탈락 배틀 결과
- 원웨이크루 vs 리버스크루, (리버스크루 승)

### 파이널

#### K-POP 올장르 사이퍼 배틀
- 1번 갬브러크루 : 룰라 - 3!4!
- 2번 갬블러크루 : 슈퍼주니어 - Sorry, Sorry
- 3번 진조크루 : 노라조 - 슈퍼맨
- 4번 리버스크루 : 이선희 - 인연
- 5번 리버스크루 : 김연자 - 아모르파티
- 6번 진조크루 : 김성재 - 말하자면
- 7번 진조크루 : 2NE1 - 내가 제일 잘 나가
- 8번 퓨전엠씨 : 10CM - 아메리카노
- 9번 리버스크루 : 태양 - 눈,코,입
- 10번 갬블러크루 : 터보 - Twistking
- 11번 진조크루 : 박상철 - 무조건
- 12번 리버스크루 : 엄정화 - 초대
- 13번 퓨전엠씨 : EXO - 으르렁
- 14번 진조크루 : 박효신 - 눈의 꽃
- 15번 리버스크루 : 빅뱅 - Fantasic Baby
- 16번 갬블러크루 : 송골매 - 어쩌다 마주친 그대
- 17번 갬블러크루 : 샤이니 - Sherlock
- 18번 퓨전엠씨 : 비 - 깡

#### K-POP 사이퍼 배틀 결과
- 1위 진조크루 : 배틀 혜택 300만원
- 2위 리버스크루 : 배틀 혜택 200만원
- 3위 리버스크루 : 만두 1년 이용권

#### 4강전
- 갬블러크루 vs 리버스크루 (갬블러크루 499점 승, 리버스크루 151점 패)
- 퓨전엠씨 vs 진조크루 (퓨전엠씨 269점 패, 진조크루 331점 승)

#### 결승전
- 갬블러크루 vs 진조크루 (갬블러크루 123점 패, 진조크루 477점 승)

#### 결승전 결과
- 4강전 : 갬블러크루, 리버스크루, 퓨전엠씨, 진조크루
- 결승전 : 갬블러크루, 진조크루
- 최종 우승자 : 진조크루

## 결방 및 편성 변경
2022년
- 4월 1일 : 코로나-19 확진 판정으로 인해 결방 및 하이라이트 대체 편성

## 같이 보기
- 탤런트 쇼